# راهنا
راهنا (به انگلیسی: Rahna) یک روستا در پاکستان است که در پنجاب واقع شده‌است. راهنا ۵۱۶ متر بالاتر از سطح دریا واقع شده‌است.